# Steenbrugge (localité)
Pour les articles homonymes, voir Steenbrugge (homonymie).
Steenbrugge est un village situé entre la ville de Bruges et la localité de Oostkamp. Il se trouve à 3,5 km au sud de la « Venise du Nord » dans la province de Flandre-Occidentale, en Belgique.

## Histoire
Le 23 décembre 1642, sont données à Madrid des lettres de réhabilitation de noblesse, contre finances, pour Marc-Antoine Pailly, seigneur du Grand-Châtelet, Steenbrugghe, Grand-Rieu et Violaine, cornette de la compagnie d'hommes d'armes du comte Albert, marquis de Berghes, natif de Tournai, fils de Gabriel, en son vivant capitaine d'infanterie wallonne, issu d'une famille d'ancienne noblesse piémontaise. Les Pailly ont été déchus de la noblesse car s'étant longtemps occupés de négoce, « chose souillant le lustre de la noblesse ». Son frère Jean-Baptiste Pailly, homme d'armes de la compagnie du sieur de Lannoy comte de la Motterie, est lui aussi réhabilité
En 1778, Idesbalde Marie Louis Joseph François Van Der Gracht, est écuyer, seigneur de Fretin, du Grand Riez, de Steenbrugghe, Lahauvelle, Ares, Annappes. Fils de Louis François, écuyer, et de Félix Marie Marguerite Geneviève, comtesse de La Tour du Pin, il nait à Tournai en mars 1741 (baptisé le 27 mars 1741). Il est officier au régiment de Arberg, puis capitaine au régiment de Saxe-Gotha. Échevin de Tournai en 1774, il devient bourgmestre de la ville et meurt à Tournai le 27 septembre 1826.

## Culture et patrimoine
Le patrimoine de Steenbruuge est riche de l'abbaye du Sacré-Cœur fondée, en 1878.

## KSK Steenbrugge
L'entité possède un club de football, le K. SK Steebrugge fondé en 1944 par un groupe de jeunes gens qui a commencé à jouer ensemble à partir de 1942. Alors que l'armée allemande occupe encore les environs, les délassements et loisirs sont rares. Une équipe de football permet de se divertir. Le « S.K. » est officiellement créé le 5 mars 1944. Affilié auprès de l'URBSFA le 17 novembre de la même année, le cercmle reçoit le n° de matricule 4153. Ses couleurs sont le rouge et le blanc. Les joueurs reçoivent le surnom d''Abdij jongens - les Garçons de l'abbaye. Initialement, Les Pères et les Frères de celle-ci, toute proche, apporte ponctuellement leur aide, comme en offrant des ballons. Le club est reconnu « Société Royale » en 1994.

### Cinq frères
La particularité du SK Steenbrugge est d'avoir été le club de formation de cinq frères (dans le sens lien de parenté, cette fois). Les cinq fils de Cyriel Lambert et de Marie Tance sont tous devenus de bons footballeurs. Le plus connu Raoul devient « Diable rouge », dispute la Coupe du monde 1970 et termine 3e du Championnat d'Europe 1972. Les quatre autres frères sont Urbain, Éric, Grégoire et Georges.
- Urbain a été joueur du R. FC Brugeois de 1958 à 1963. Chez les « Gazelles », il a contribué à la conquête du titre de D2 1959 qui permet au Bleus et Noirs de remonter définitivement parmi l'élite nationale.
- Grégoire a joué en Division 2 avec le K. Kortrijk Sport.
- Georges a transité par plusieurs clubs de la Flandre occidentale, notamment le K. VG Oostende.